# فهرست شهرداران قم
این نوشتار فهرست شهرداران قم است. 

## فهرست

### پادشاهی مشروطه
| ر. | نام (دوران زندگی)         | نگاره | آغاز تصدی        | پایان تصدی       | نحوهٔ گماشتن |
| -- | ------------------------- | ----- | ---------------- | ---------------- | ----------- |
| ۱  | سید احمد خان رفعت         |       | ۱۷ فروردین ۱۲۹۵  | ۳ شهریور ۱۳۱۲    | انتصابی     |
| ۲  | میرزا محمودخان جابری      |       | ۱ مهر ۱۳۱۲       | ۲۷ فروردین ۱۳۱۳  | انتصابی     |
| ۳  | میرزا سید فضل‌الله‌خان دبیر |       | ۲۸ فروردین ۱۳۱۳  | ۳۱ اردیبهشت ۱۳۱۸ | انتصابی     |
| ۴  | مصطفی قلی صارمی           |       | ۱ خرداد ۱۳۱۸     | ۱۵ آبان ۱۳۱۹     | انتصابی     |
| ۵  | مجید پاشا ابراهیمی        |       | ۱۶ آبان ۱۳۱۹     | ۱۵ مهر ۱۳۲۰      | انتصابی     |
| ۶  | حسن بدیع حجازی            |       | ۱۶ مهر ۱۳۲۰      | ۱۹ فروردین ۱۳۲۱  | انتصابی     |
| ۷  | عبدالحسین سلطانی          |       | ۲۰ فروردین ۱۳۲۱  | ۲۴ بهمن ۱۳۲۱     | انتصابی     |
| ۸  | امیر دانشور               |       | ۲۵ بهمن ۱۳۲۱     | ۲۳ تیر ۱۳۲۲      | انتصابی     |
| ۹  | حسینعلی دارا              |       | ۲۴ تیر ۱۳۲۲      | ۸ شهریور ۱۳۲۳    | انتصابی     |
| ۱۰ | جواد عسگری                |       | ۹ شهریور ۱۳۲۳    | ۱۳ دی ۱۳۲۵       | انتصابی     |
| ۱۱ | کاظم ناصر فاطمی           |       | ۱۴ دی ۱۳۲۵       | ۱۹ بهمن ۱۳۲۶     | انتصابی     |
| ۱۲ | شکرالله منوچهری           |       | ۲۰ بهمن ۱۳۲۶     | ۵ آذر ۱۳۳۱       | انتصابی     |
| ۱۳ | سیدجلال مدیر فاطمی        |       | ۶ آذر ۱۳۳۱       | ۹ اردیبهشت ۱۳۳۳  | انتصابی     |
| ۱۴ | محمد حیدرزاده             |       | ۱۰ اردیبهشت ۱۳۳۳ | ۱۵ مرداد ۱۳۳۳    | انتصابی     |
| ۱۵ | تقی صادقی                 |       | ۱۶ مرداد ۱۳۳۳    | ۲ تیر ۱۳۳۴       | انتصابی     |
| ۱۶ | عبدالحمید معصومی          |       | ۳ تیر ۱۳۳۴       | ۳۱ خرداد ۱۳۳۵    | انتصابی     |
| ۱۷ | محمدحسین دادخواه          |       | ۱ تیر ۱۳۳۵       | ۳۰ آذر ۱۳۳۵      | انتصابی     |
| ۱۸ | منصور انواری              |       | ۱ دی ۱۳۳۵        | ۱۰ خرداد ۱۳۳۶    | انتصابی     |
| ۱۹ | اسحاق عین‌اللهی            |       | ۱۱ خرداد ۱۳۳۶    | ۱۰ اسفند ۱۳۳۶    | انتصابی     |
| ۲۰ | عباس دبیر وزیری           |       | ۱۱ اسفند ۱۳۳۶    | ۳۱ فروردین ۱۳۳۸  | انتصابی     |
| ۲۱ | نجم‌الدین لرستانی          |       | ۱ اردیبهشت ۱۳۳۸  | ۱۱ اردیبهشت ۱۳۴۰ | انتصابی     |
| ۲۲ | منوچهر سعیدی              |       | ۱۲ اردیبهشت ۱۳۴۰ | ۷ آبان ۱۳۴۰      | انتخابی     |
| ۲۳ | سیدجلال مدیر فاطمی        |       | ۲ آبان ۱۳۴۰      | ۱۵ آذر ۱۳۴۱      | انتخابی     |
| ۲۴ | شهاب‌الدین مشکاتی          |       | ۱۵ آذر ۱۳۴۱      | ۲۱ تیر ۱۳۴۲      | انتصابی     |
| ۲۵ | ملک منصور خواجه‌نوری       |       | ۲۲ تیر ۱۳۴۲      | ۳۱ تیر ۱۳۴۳      | انتصابی     |
| ۲۶ | ضیاءالدین پورمحسن         |       | ۱ مرداد ۱۳۴۳     | ۱۰ مرداد ۱۳۴۴    | انتصابی     |
| ۲۷ | ابوالقاسم دادگو           |       | ۱۱ مرداد ۱۳۴۴    | ۲۸ دی ۱۳۴۷       | انتصابی     |
| ۲۸ | سرتیپ پرویز امین          |       | ۲۹ دی ۱۳۴۷       | ۱ بهمن ۱۳۴۹      | انتخابی     |
| ۲۹ | جعفر محبوبی               |       | ۲ بهمن ۱۳۴۹      | ۱۵ اردیبهشت ۱۳۵۰ | انتخابی     |
| ۳۰ | حسین قاسمی‌نژاد            |       | ۱۶ اردیبهشت ۱۳۵۰ | ۱۵ خرداد ۱۳۵۵    | انتخابی     |
| ۳۱ | مهدی صابری                |       | ۱۶ خرداد ۱۳۵۵    | ۱۴ آبان ۱۳۵۵     | انتصابی     |
| ۳۲ | سیدعبدالله عظیمی          |       | ۱۵ آبان ۱۳۵۵     | ۲۷ آبان ۱۳۵۷     | انتخابی     |
| —  | اصغر توکلی                |       | ۲۸ آبان ۱۳۵۷     | ۲۸ آذر ۱۳۵۷      | سرپرست      |
| ۳۳ | مهدی وفائی                |       | ۲۹ آذر ۱۳۵۷      | ۱۱ فروردین ۱۳۵۸  | انتخابی     |

### جمهوری اسلامی
| ر. | نام (دوران زندگی)     | نگاره | آغاز تصدی        | پایان تصدی       | نحوهٔ گماشتن |
| -- | --------------------- | ----- | ---------------- | ---------------- | ----------- |
| ۳۴ | محمدتقی شالچی         |       | ۱۲ فروردین ۱۳۵۸  | ۲۸ فروردین ۱۳۵۹  | انتخابی     |
| ۳۵ | امان‌اله رادمهر        |       | ۲۹ فروردین ۱۳۵۹  | ۱۹ مهر ۱۳۵۹      | انتخابی     |
| ۳۶ | محمد عرب              |       | ۲۰ مهر ۱۳۵۹      | ۱۵ دی ۱۳۶۰       | انتخابی     |
| —  | عباس داداللهی         |       | ۱۶ دی ۱۳۶۰       | ۱۸ خرداد ۱۳۶۱    | سرپرست      |
| ۳۷ | احمد اشعری            |       | ۱۹ خرداد ۱۳۶۱    | ۱۵ اسفند ۱۳۶۱    | انتصابی     |
| ۳۸ | احمدمهدی سلطانی       |       | ۱۶ اسفند ۱۳۶۱    | ۱۷ آبان ۱۳۶۶     | انتصابی     |
| ۳۹ | محمدرضا پیروی         |       | ۱۸ آبان ۱۳۶۶     | ۱۶ فروردین ۱۳۷۰  | انتصابی     |
| —  | حسن خلیلیان           |       | ۱۷ فروردین ۱۳۷۰  | ۲۱ مرداد ۱۳۷۰    | سرپرست      |
| ۴۰ | رحمان انصاری          |       | ۲۲ مرداد ۱۳۷۰    | ۳۰ آذر ۱۳۷۲      | انتصابی     |
| —  | محمد لبافان           |       | ۱ دی ۱۳۷۲        | ۶ مرداد ۱۳۷۵     | سرپرست      |
| ۴۱ | محمدهادی وحید مقدم    |       | ۷ مرداد ۱۳۷۵     | ۸ شهریور ۱۳۷۷    | انتصابی     |
| ۴۲ | یوسف مشهدیاری         |       | ۹ شهریور ۱۳۷۷    | ۱۱ آبان ۱۳۷۸     | انتصابی     |
| —  | ابوالفضل بیدخام       |       | ۱۲ آبان ۱۳۷۸     | ۱۷ آبان ۱۳۷۸     | سرپرست      |
| ۴۳ | محمد زند وکیلی        |       | ۱۸ آبان ۱۳۷۸     | ۲۵ اسفند ۱۳۸۳    | انتخابی     |
| —  | سیدجعفر موسوی         |       | ۲۶ اسفند ۱۳۸۳    | ۲۳ خرداد ۱۳۸۴    | سرپرست      |
| ۴۳ | کرمعلی بختیاری‌فر      |       | ۲۴ خرداد ۱۳۸۴    | ۹ اردیبهشت ۱۳۸۶  | انتخابی     |
| —  | محسن صابری            |       | ۱۰ اردیبهشت ۱۳۸۶ | ۱۶ اردیبهشت ۱۳۸۶ | سرپرست      |
| ۴۴ | محمد احمدی بافنده     |       | ۱۷ اردیبهشت ۱۳۸۶ | ۹ خرداد ۱۳۸۷     | انتخابی     |
| —  | محسن بهشتی            |       | ۱۰ خرداد ۱۳۸۷    | ۲ شهریور ۱۳۸۷    | سرپرست      |
| ۴۵ | محسن عابدینی‌پور       |       | ۱۳ شهریور ۱۳۸۷   | ۲ تیر ۱۳۹۰       | انتخابی     |
| —  | سیدابوالفضل اسماعیلی  |       | ۳ تیر ۱۳۹۰       | ۳ مهر ۱۳۹۰       | سرپرست      |
| ۴۶ | محمد دلبری            |       | ۴ مهر ۱۳۹۰       | ۱۶ اسفند ۱۳۹۳    | انتخابی     |
| —  | مجید متین‌فر           |       | ۱۶ اسفند ۱۳۹۳    | ۱۵ خرداد ۱۳۹۴    | سرپرست      |
| ۴۷ | سید مرتضی سقاییان‌نژاد |       | ۱۳ خرداد ۱۳۹۴    | ۱ اردیبهشت ۱۴۰۴  | انتخابی     |
| —  | مجید متین‌فر           |       | ۱ اردیبهشت ۱۴۰۴  | ۲۹ اردیبهشت ۱۴۰۴ | سرپرست      |
| ۴۸ | فرامرز عظیمی          |       | ۲۹ اردیبهشت ۱۴۰۴ |                  | انتخابی     |